# Christian Olsson (musiker född 1971)
För andra betydelser, se Christian Olsson.
Christian Olsson, född 1971, är en svensk musiker som spelar trummor i Fläskkvartetten. Han är född 1971 medan de andra medlemmarna är födda på 1950-talet.
Han och Goran Kajfeš har gjort musiken till filmen Alla bara försvinner (2004). Han har även gjort musik till flera kortfilmer, däribland När sugfiskar krockar (2014). Han medverkar också i dokumentärfilmen Freddie Wadling – en släkting till älvorna (1999).

## Filmmusik
- 2003 – Överallt & ingenstans
- 2004 – Alla bara försvinner
- 2005 – A Lonesome Cowgirl
- 2013 – Elvakaffe
- 2014 – När sugfiskar krockar